# All Zombies Must Die!
All Zombies Must Die! è un videogioco sparatutto distribuito tramite download digitale per Microsoft Windows, PlayStation 3 e Xbox 360. La trama del gioco ruota intorno ad una invasione di zombie nell'immaginaria città di Deadhill. All Zombies Must Die! può essere giocato da uno a quattro giocatori, selezionabili fra il protagonista Jack, la sua ex fidanzata Rachel, l'alieno rastafariano Luxo e lo scienziato Bryan, ognuno dotato di un proprio equipaggiamento di armi ed un attacco speciale. Il gioco contiene alcuni elementi tipici dei videogiochi di ruolo, che permettono al giocatore di seguire linee narrative differenti.